# 113-я кавалерийская дивизия
113-я Башки́рская кавалери́йская диви́зия — соединение, созданное для участия в Великой Отечественной войне по национально-региональному признаку. Входила в Южно-Уральский военный округ.

## История

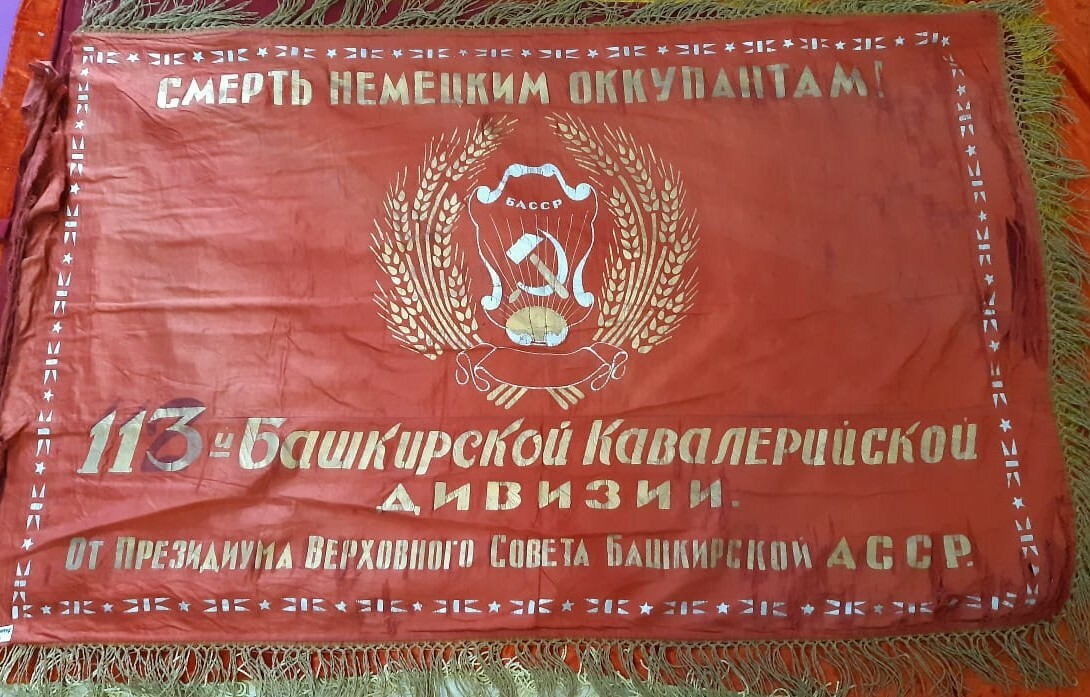
Знамя 113-й Башкирской кавалерийской дивизии

Осенью 1941 года обстановка на фронтах Великой Отечественной войны была крайне тяжелой. С целью создания дополнительных резервов Государственный комитет обороны СССР 13 ноября 1941 года принял Постановление № 894 «О формировании национальных войсковых соединений». В Башкирской АССР предписывалось создать 112-ю и 113-ю кавалерийские дивизии. Уже 17 ноября 1941 года было принято совместное Постановление Совнаркома БАССР и Бюро Башкирского обкома ВКП(б) «О формировании двух кавалерийских дивизий из местных национальностей», а 24 ноября издана соответствующая директива Военного совета Уральского военного округа. Были определены места дислокации частей дивизий: 112-я кавалерийская дивизия в районе железнодорожной станции Дёма (Уфимский район), на материальной базе ушедшей на фронт 74-й кавалерийской дивизии, 113-я кавалерийская дивизия – в районе Благовещенского завода (ныне г. Благовещенск), на материальной базе 76-й кавалерийской дивизии.
К январю 1942 года численность дивизии составляла 3362 человек рядового состава; для доукомплектования требовалось 283 человек младшего командного, 72 — среднего и младшего командного, 35 — начальствующего составов и 7 политработников. В середине февраля в состав 113-й кавалерийской дивизии были включены конно-артиллерийский дивизион, артиллерийский парк и другие подразделения. На 1 марта 1942 года в дивизии числилось уже 4404 человека (по штату полагалось 4481), лошадей – 4681 (необходимо было 4775). 6 марта 1942 года 112-я и 113-я кавалерийские дивизии были включены в состав войск Южно-Уральского военного округа. Но дальнейшие проверки показали, что сформировать две полноценные дивизии не удастся, поэтому было решено объединить все усилия для отправки на фронт 112-й дивизии. 113-я дивизия была расформирована. На её базе был создан 9‑й запасный кавалерийский полк в рабочем посёлке Туймазы Башкирской АССР, а часть личного состава (около 1000 человек) направлена в 112-ю Башкирскую кавалерийскую дивизию для доукомплектования, другая часть — на фронт в составе маршевых подразделений.

## Состав дивизии
- 276‑й кавалерийский полк (командир - капитан А. Г. Габитов)
- 295‑й кавалерийский полк (командир - майор П. Н. Солодилин)
- 314‑й кавалерийский полк (командир - майор С.Г. Разумовский)
- 113‑й отдельный эскадрон химической защиты
- 113‑й медико‑санитарный взвод

## Командиры дивизии
- Каруна Василий Петрович (декабрь 1941 - март 1942), полковник